# Anteilskauf
Ein Anteilskauf (englisch Share Deal) ist der Erwerb von Anteilen an einem Unternehmen, bei einem Unternehmenskauf oder einer Unternehmensübernahme in der Regel der Mehrheit der Anteile.

## Allgemeines
Als Anteile kommen Aktien (bei der AG und KGaA), Geschäftsanteile bei der GmbH (§ 5 Abs. 2 GmbHG) und bei Genossenschaften (§ 7 Abs. 1 GenG) oder Kapitalanteile bei Personengesellschaften in Frage. Der Käufer dieser Anteile heißt auch Investor, der in der Regel versuchen wird, die Mehrheit (50 % und eine Stimme) am zu erwerbenden Unternehmen zu erhalten, um Kontrolle auszuüben. Das kann geschehen, indem ihm entweder die bisherigen Gesellschafter ihre Anteile ganz oder teilweise übertragen oder indem er versucht, bei börsennotierten Unternehmen über die Börse oder ein öffentliches Angebot die Mehrheit zu erwerben.

## Rechtsfragen
Der Anteilskauf stellt einen Rechtskauf gemäß § 453 Abs. 1 BGB dar, wobei Aktien, GmbH-Anteile (Geschäftsanteile) sowie Gesellschaftsanteile an einer Personengesellschaft Kaufgegenstand sind. Hierdurch wird der Erwerber Anteilseigner und erhält die mit einer Beteiligung verbundenen Rechte und Pflichten. In der Regel werden detaillierte Vereinbarungen aufgrund einer Due-Diligence-Prüfung darüber getroffen, inwiefern Risiken (z. B. mögliche Steuerverbindlichkeiten, Prozessrisiken oder Gewährleistungshaftungen) vom Investor oder Verkäufer zu tragen sind. Verkäufer bevorzugen oft einen Share Deal gegenüber einem Asset Deal, u. a. weil ein Veräußerungsgewinn aus einem Share Deal in vielen Jurisdiktionen steuerlich begünstigt wird.
Durch den Anteilskauf wird der Investor nicht Eigentümer des Anlage- und Umlaufvermögens des Unternehmens und tritt auch nicht in dessen Verbindlichkeiten als Schuldner ein. Er übernimmt lediglich die Rechtsstellung als Aktionär oder Gesellschafter. Ein bloßer Gesellschafterwechsel durch den Share Deal ist arbeitsrechtlich kein Betriebsübergang, weil die Identität des Arbeitgebers (nämlich der Gesellschaft, deren Anteile übertragen werden) sich nicht ändert.

## Immobilienwesen
Ein Anteilskauf von Anteilen an einem Immobilienunternehmen (meist Kommanditgesellschaft) kann zu einer deutlich reduzierten Grunderwerbsteuer führen. Wenn mindestens 90 % (bis 30. Juni 2021: 95 %) der Anteile an einer grundstückshaltenden Gesellschaft innerhalb von zehn (bis 30. Juni 2021: fünf) Jahren auf neue Gesellschafter übergehen, liegt ein grunderwerbsteuerbarer Vorgang im Sinne von § 1 Abs. 2a, 2b GrEStG vor. Ebenso löst die Vereinigung von mindestens 90 % der Anteile an einer grundstückshaltenden Gesellschaft in der Hand eines Erwerbers (auch mittelbar) nach § 1 Abs. 3 GrEStG die Grunderwerbsteuer aus. Dabei bestimmt sich die Bemessungsgrundlage für die Grunderwerbsteuer nicht nach dem Verkehrswert der Immobilien, sondern nach dem Grundbesitzwert bzw. Bedarfswert, der gemäß §§ 138 ff. BewG für vermietete Immobilien nach einer bestimmten Formel berechnet wird. Werden weniger als 90 % übertragen, entsteht keine Grunderwerbsteuerpflicht.
Der Bundesfinanzhof hat sich im September 2014 mit der ertragsteuerlichen Qualifikation solch einer reduzierten Grunderwerbsteuer beschäftigt und sich dabei für den sofortigen Abzug der Grunderwerbsteuer als Betriebsausgabe ausgesprochen. Hierdurch würde ein Kauf eines Immobilienunternehmens mit sofortigem Erwerb von 100 % der Anteile gegenüber dem Asset Deal wirtschaftlich attraktiver.
Ob der Anteilskauf (Share Deal) einer Gesellschaft, deren Aktiva im Wesentlichen aus einer Immobilie bestehen, oder der Asset Deal (direkter Kauf derselben Immobilie) für einen Investor bei Immobilientransaktionen günstiger ist, hängt von der jeweiligen steuerlichen und unternehmerischen Ausgangslage ab. Share Deals sind in Städten mit hoher Grunderwerbsteuer, wie beispielsweise in Berlin oder Frankfurt mit aktuell 6 Prozent, attraktiver geworden. Dabei kaufen Investoren nicht das Grundstück einschließlich Gebäude, sondern die Anteilsmehrheit eines Unternehmens, die kleiner als 90 % (bis 30. Juni 2021: 95 %) sein muss. Dieses Unternehmen wird oft erst eigens für den Besitz einer solchen Immobilie als Zweckgesellschaft gegründet. Kritiker sprechen deshalb von einem Steuerschlupfloch, das es möglichst schnell zu schließen gelte. Hinzu kommt die Problematik der Transparenz, weil nur die grundbesitzende Gesellschaft im Grundbuch verzeichnet ist, während sich die dahinter stehenden unmittelbaren und mittelbaren Gesellschafter sich ggf. aus dem deutschen oder ausländischen Handelsregister ergeben. Bei Gesellschaftern mit Sitz im Ausland, z. B. in Steuerparadiesen wie Luxemburg, Liechtenstein oder Zypern, sowie verschachtelten Beteiligungsstrukturen kann dies schwierig nachzuvollziehen sein. Allerdings sind nach den Vorschriften des Geldwäschegesetzes mittlerweile die meisten Gesellschaften (auch ausländische Gesellschaften mit Grundbesitz in Deutschland) verpflichtet, ihre wirtschaftlich Berechtigten im Transparenzregister eintragen zu lassen.

## Abgrenzung
Mit dem Begriff Share Deal kann auch die teilweise Übernahme von Anteilen an einer Gesellschaft bezeichnet werden. Dabei wird der Begriff jedoch in der Regel für den Erwerb der Mehrheit der Anteile in Abgrenzung zum Asset Deal verwendet. Mit Asset Deal ist die Einzelübertragung ausgewählter oder aller Aktiva und Passiva eines Unternehmens gemeint. Weil sich bei einem Asset Deal der rechtliche Inhaber des übertragenen Vermögens (und nicht nur die hinter diesem stehenden Gesellschafter) ändert, kann es bei einer Unternehmensübertragung per Asset Deal arbeitsrechtlich zu einem Betriebsübergang im Sinne von § 613a BGB (mit der Folge des Übergangs bestehender Arbeitsverhältnisse kraft Gesetzes) kommen. Beim Anteilskauf ändert sich dagegen der Betriebsinhaber nicht, so dass bestehende Arbeitsverhältnisse ohnehin unverändert weiterbestehen.